# Un dollaro tra i denti
Un dollaro tra i denti è un film del 1967, diretto da Luigi Vanzi.

## Trama
Un giovane avventuriero chiamato "Lo Straniero", travestito da capitano dell'esercito americano, aiuta il bandito Aguila a impossessarsi di una grande quantità d'oro; ma quando, come nei patti, pretende la sua parte di bottino, è beffato e percosso dagli uomini della banda. Deciso a vendicarsi, "Lo Straniero" segue passo passo gli uomini di Aguila, che, per impadronirsi nuovamente del pericoloso e misterioso avversario, fa prigioniera e sevizia una giovane donna evidentemente legata sentimentalmente al rivale. Doppiamente colpito, "Lo Straniero" reagisce uccidendo a uno a uno gli uomini di Aguila e affrontando alla fine lo stesso capo banda che uccide in duello. Finalmente unico proprietario del bottino, al superstite si ripresenta il tenente dell'esercito americano al quale l'oro era stato sottratto con l'inganno e la violenza. "Lo Straniero", allora, restituisce l'oro del quale trattiene una buona parte per le taglie guadagnate con lo sterminio dell'intera banda.